# Fibraty

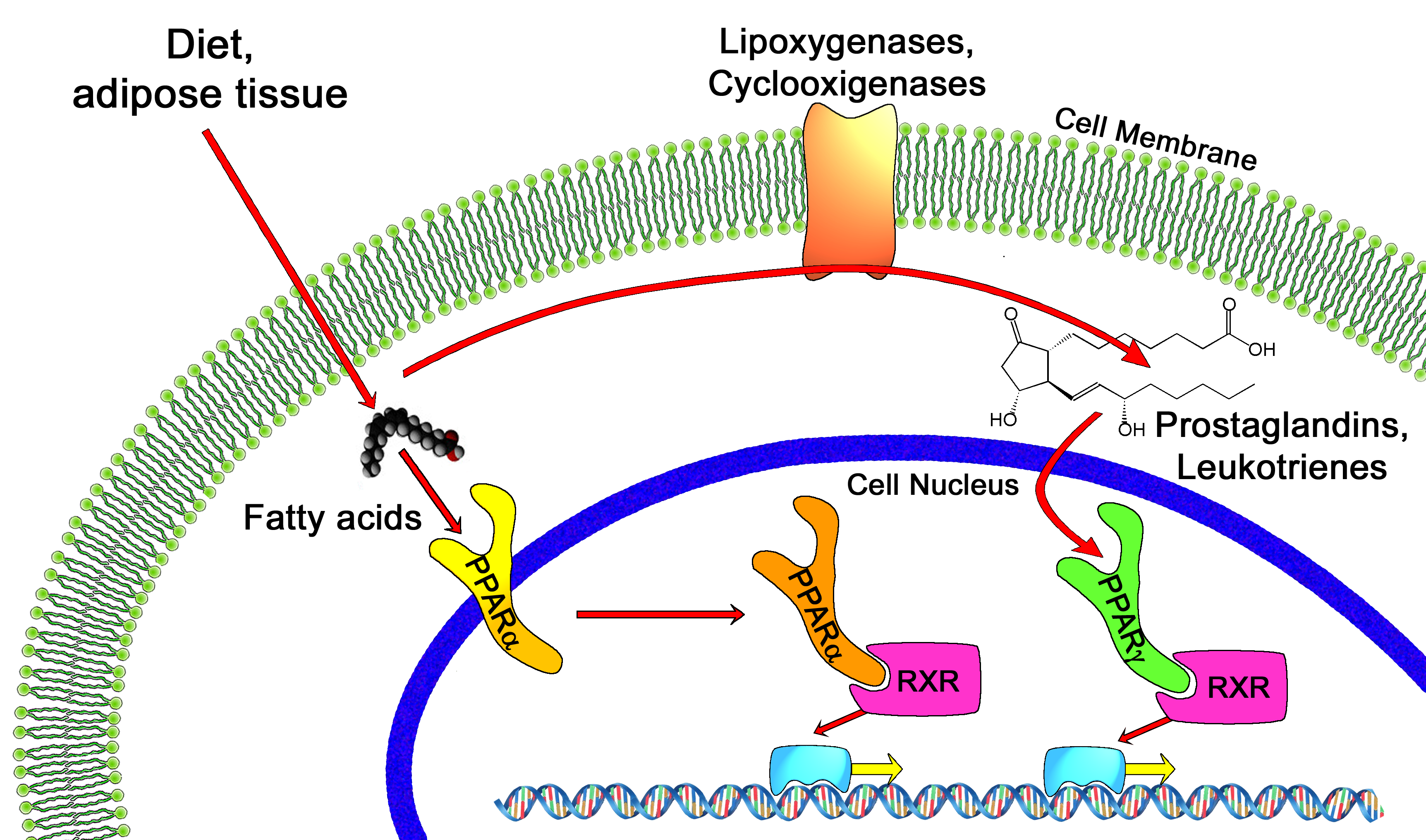
Schemat dzałania PPAR-α – celu działania fibratów

Struktura chemiczna poszczególnych leków z grupy

Fibraty – grupa leków będących agonistami receptorów aktywowanych przez proliferatory peroksysomów typu alfa (PPAR-α).
Fibraty obniżają poziom trójglicerydów i podnoszą poziom lipoprotein wysokiej gęstości (HDL) we krwi. Stosowane są w leczeniu dyslipidemii aterogennej, hiperlipidemii mieszanej oraz hipercholesterolemii. 
W działaniach niepożądanych mogą powodować zaburzenia mięśniowe, uszkodzenia wątroby i kamicę żółciową. Podczas terapii należy kontrolować poziom kinazy kreatynowej i kreatyniny.
Do fibratów należą: fenofibrat, gemfibrozyl, bezafibrat, cyprofibrat i klofibrat.